# Bergmannoffensief
Het Bergmann-offensief (Russisch: Бергманнский прорыв; Bergmannski proryv) was de eerste veldslag aan het Kaukasusfront in de Eerste Wereldoorlog. De slag vond plaats op 2 november tot 16 november 1914 en werd uitgevochten tussen het Keizerrijk Rusland en het Ottomaanse Rijk.

## De slag
Generaal Georgi Bergmann, die bevelhebber was over het 1e Kaukasische legerkorps nam het initiatief tegen het Ottomaanse Rijk.
Op 2 november trok hij de Turkse grens over in de richting van Köprüköy. Zijn rechterflank werd gevormd door een brigade onder generaal Istomin die van Oltu in de richting van Id trok. Zijn linkerflank werd gevormd door een Kozakkendivisie onder Baratov die de Alashkertvallei in trok richting Yuzveran, nadat deze de Aras rivier overgestoken was.
Als reactie hierop zette het 3e Ottomaanse leger de tegenaanval in. Het kwam tot een treffen op 6 november. De Russen voelden zich echter bedreigd door ontwikkelingen aan beide kanten. Door het snel arriveren van Russische versterkingen draaide het echter niet uit op een grote nederlaag. De slag liep op 16 november op zijn einde.

## Resultaat
De Russische verliezen waren 40% en de moraal had een aardige klap gekregen. Ondertussen was de Turkse moraal hoog. Het was het succes van deze eerste confrontatie dat Enver aanzette tot zijn plan bij de Slag bij Sarıkamış.